# Barbara Villiers

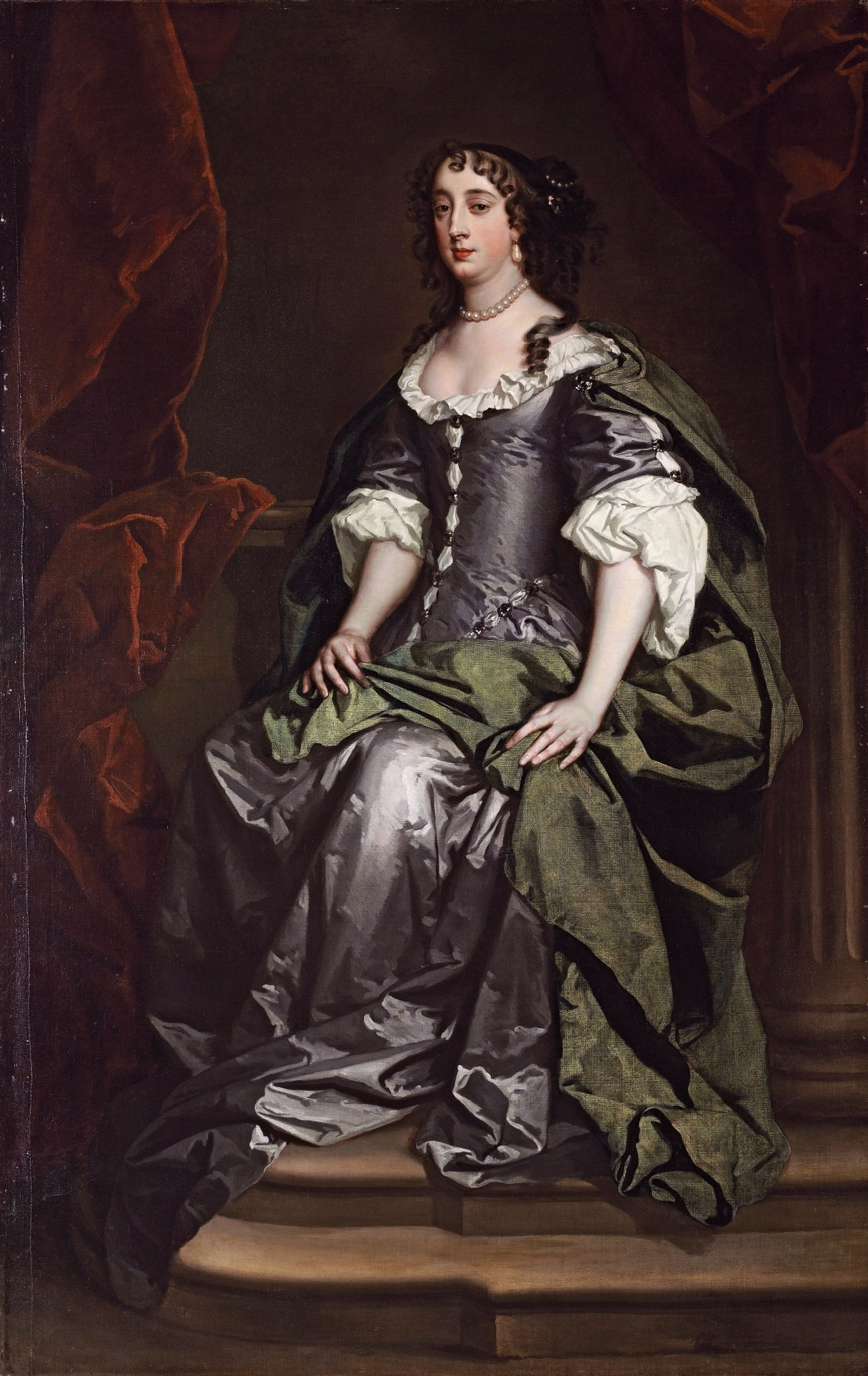
Barbara Villiers.

Barbara Villiers (*noviembre de 1641-†9 de octubre de 1709), primera duquesa de Cleveland y amante del rey Carlos II de Inglaterra, más conocida por su título de condesa de Castlemaine.

## Infancia
Hija única del noble caballero Williams Villiers (2º Vizconde de Grandison) y de la noble dama Mary Bayning. En el otoño de 1643 su padre muere a causa de una herida de batalla, dejando a su esposa e hija en difíciles circunstancias.

## Vida como cortesana
Villiers era considerada en ese entonces, como una de las mujeres más hermosas de la corte; sin embargo, su carencia de fortuna reducían las posibilidades de casarse. Su primer romance serio, fue con Philip Stanhope (2º Conde de Chesterfield), la relación no prosperó porque él estaba comprometido con una joven rica. El 14 de abril de 1659 se casó con Roger Palmer en contra de los deseos de su familia. En 1662 se separaron, pero no se divorciaron. En ese mismo año nació su primer hijo.
A pesar de que seguía casada, en 1660 se convirtió en la amante del rey Carlos II. El rey reconoció como suyos, a 5 de los 6 hijos de Barbara:
- Anne FitzRoy, condesa de Sussex (25 de febrero de 1661-16 de mayo de 1722). Toma el apellido Fitzroy al ser reconocida por el rey, aunque algunos suponen que en realidad era hija del conde de Chesterfield (marido de su madre); se casó con Tomás Lennard, conde de Sussex.

- Charles Fitzroy, II duque de Cleveland y I duque de Southampton (18 de junio de 1662-9 de septiembre de 1730). Toma el apellido Fitzroy al ser reconocido por el rey, se casó primero con María Wood y luego con Ana Pulteney.

- Henry FitzRoy, I duque de Grafton (2 de septiembre de 1663-9 de octubre de 1690). Se casó con Isabel Bennet, condesa de Arlington.

- Charlotte FitzRoy, condesa de Lichfield (5 de septiembre de 1664-17 de febrero de 1718). Se casó con Eduardo Enrique Lee, conde de Lichfield.

- George FitzRoy, duque de Northumberland (28 de diciembre de 1665-28 de junio de 1716). Se casó primero con Catalina Wheatley y luego con María Dutton.

- Barbara FitzRoy (16 de julio de 1672-6 de mayo de 1737). (Ella no fue reconocida como hija del rey, probablemente fue la hija de John Churchill, amante y primo segundo de Barbara Villiers). Tuvo un hijo ilegítimo con Jacobo Douglas-Hamilton, duque de Hamilton, y posteriormente entró a un convento en Francia como monja, bajo el nombre de Sor Bernadette; finalmente llegó a ser priora del convento de San Nicolás.

## Decadencia
Barbara Villers tenía como gran enemigo a Edward Hyde, primer conde de Clarendon. Él era uno de los consejeros más importantes del rey. Para 1662, ella tenía más influencia en la corte que la misma reina, y con regularidad había peleas fuertes entre las dos mujeres. En diciembre de 1663, Barbara anunció su conversión al catolicismo, aun no se sabe cuáles fueron sus razones. Los historiadores creen que fue para consolidar su posición con el rey o para atraer a un futuro marido católico, en caso de que el rey decidiera abandonarla.
Barbara era famosa por su extravagancia. Era promiscua y sabía usar su influencia sobre el rey para su propio beneficio. Sin embargo, esto condujo finalmente a su caída. En junio de 1670, el rey le concedió el título de baronesa de Nonsuch, condesa de Southampton y duquesa de Cleveland y le donó la propiedad real del palacio de Nonsuch pero ella lo derribó alrededor de 1682-1683 y vendió los materiales de construcción para pagar deudas de juego.
Para entonces, Barbara al igual que el rey, tenía otros amantes; incluyendo el acróbata Jacob Pasillo y su primo segundo John Churchill. Poco después, el rey la echó completamente de su lado y tomó a Nell Gwynne como su nueva favorita.
En 1676 viajó a París con sus cuatro hijos más jóvenes. En 1705 Palmer muere, y ella se casó con Roberto Feilding. Murió en 1709 después de sufrir hidropesía.